# Anthurium maricense
Anthurium maricense är en kallaväxtart som beskrevs av Marcus A. Nadruz och Simon Joseph Mayo. Anthurium maricense ingår i släktet Anthurium och familjen kallaväxter. Inga underarter finns listade.